# Маттмарк
Маттмарк (нем. Mattmark) — высокогорное водохранилище, находящееся в долине Засталь швейцарского кантона Вале. Расположено на высоте 2197 метров над уровнем моря, между горными вершинами Римпфишхорн и Штральхорн. Объём составляет 100 миллионов кубических метров. Высота плотины — 115 метров.

## Строительство плотины
Плотина возводилась на грунтах, представленных речной галькой с крупнопесчаным заполнителем. Считается наибольшей земляной плотиной в Западной Европе. Строительство плотины продолжалось с 1960 по 1967 гг.
В 1965 году, два миллиона кубометров льда и горной породы отломились от ледника Аллалин и обрушились на городок строителей, возводивших плотину. Трагедия унесла жизни 88 человек и стала самой крупной природной катастрофой в новейшей истории Швейцарии. ГЭС Маттмарк обеспечивает электроэнергией близлежащие районы кантона Вале.

## Галерея

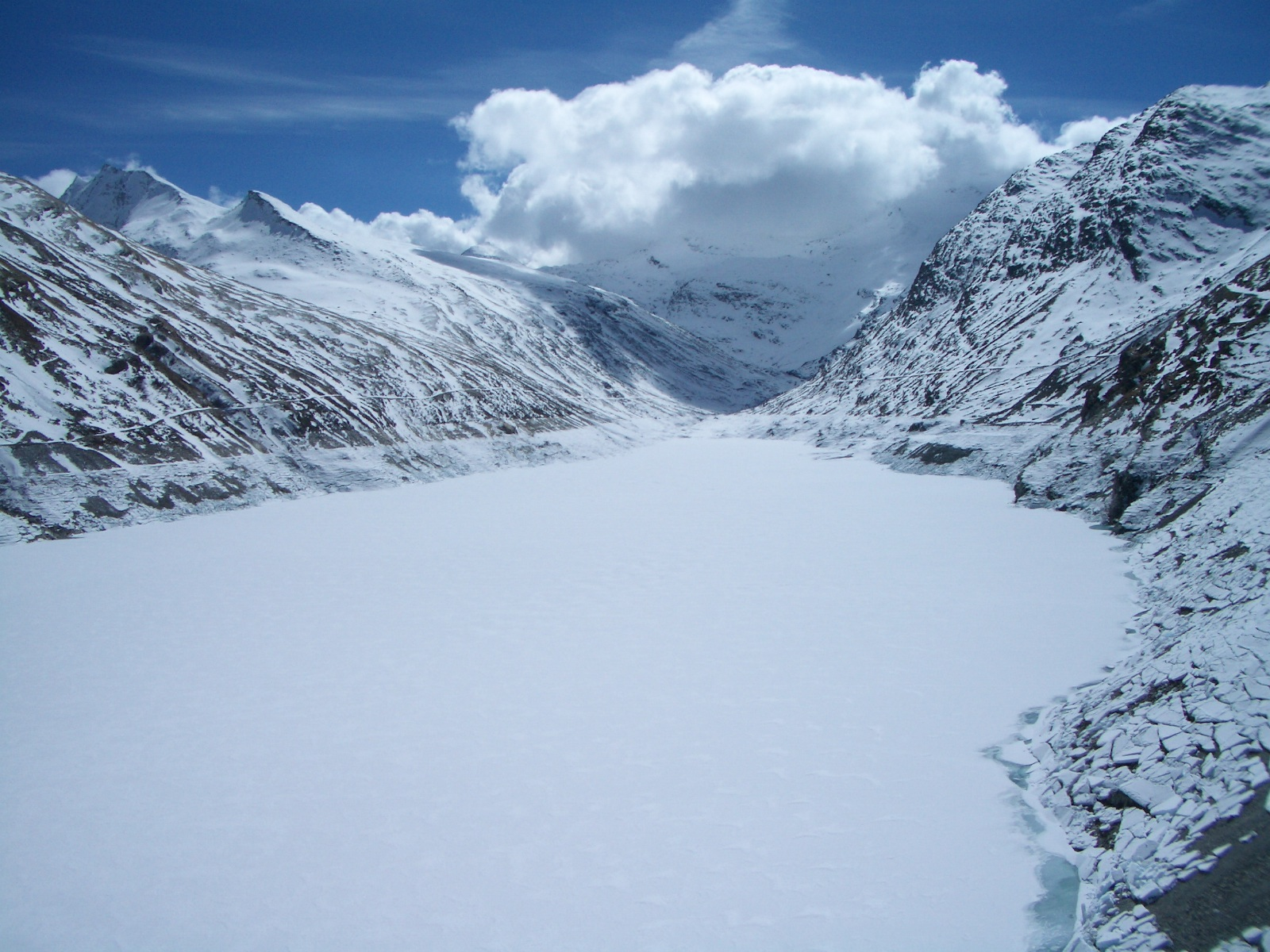
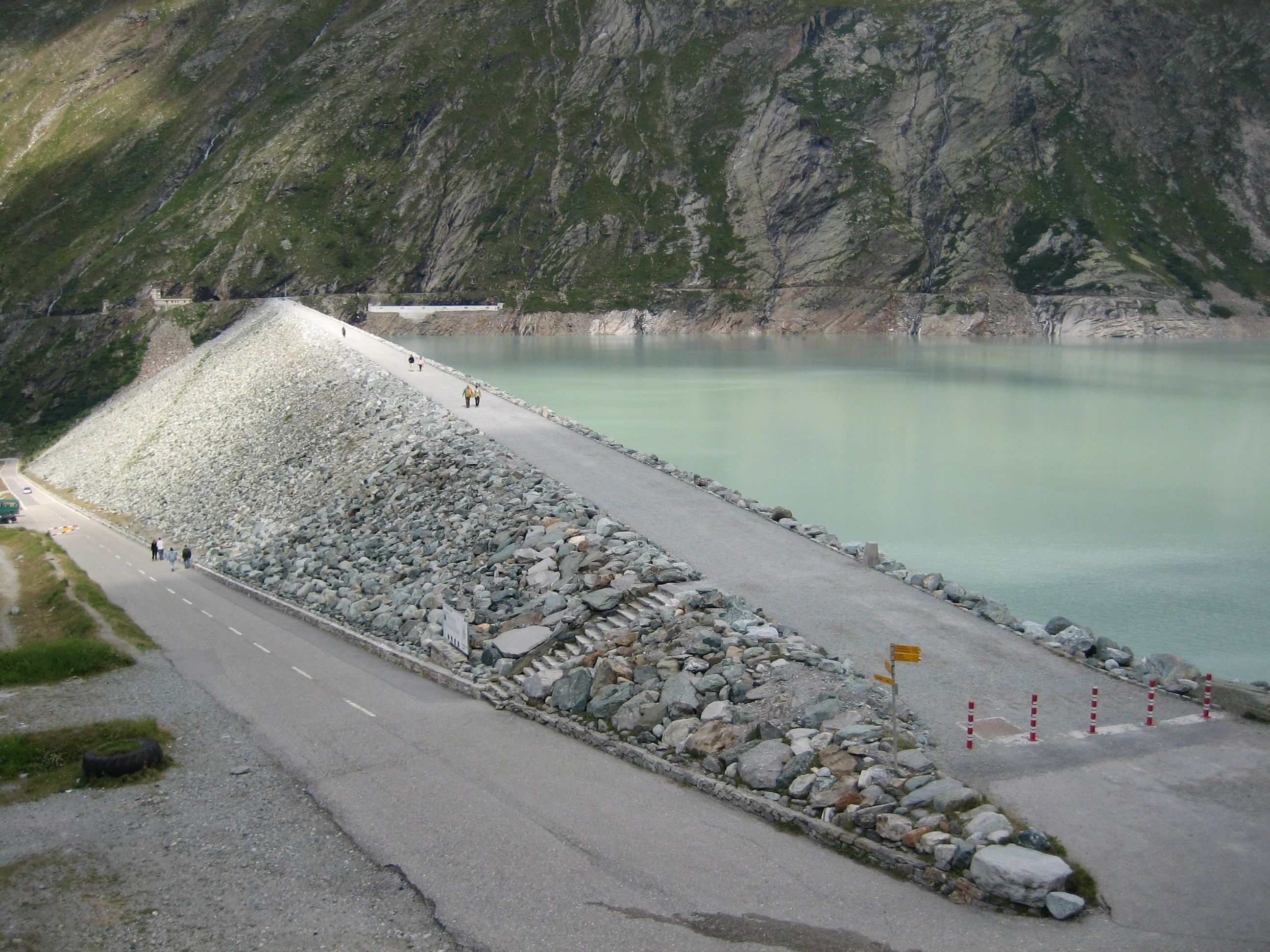
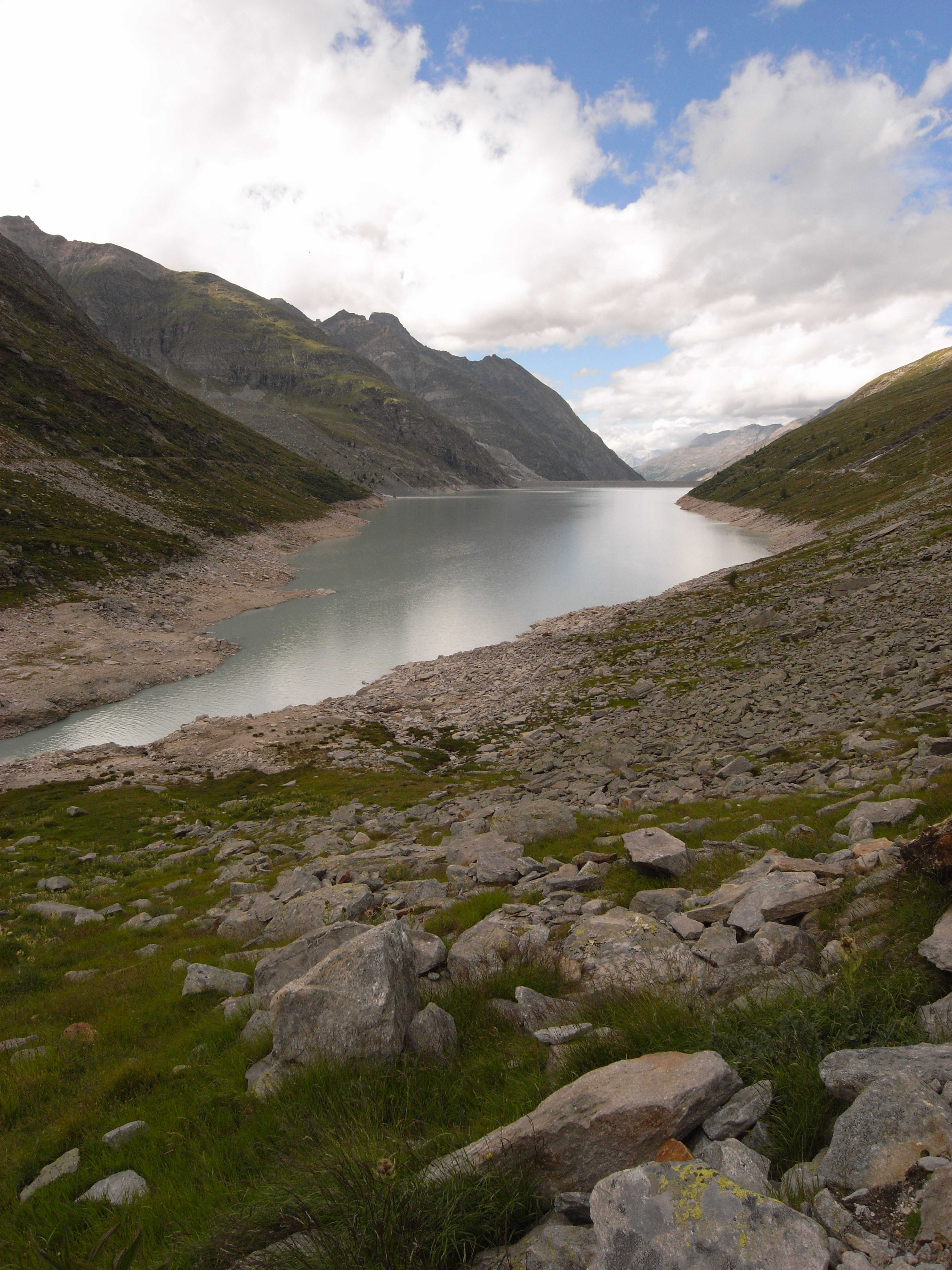
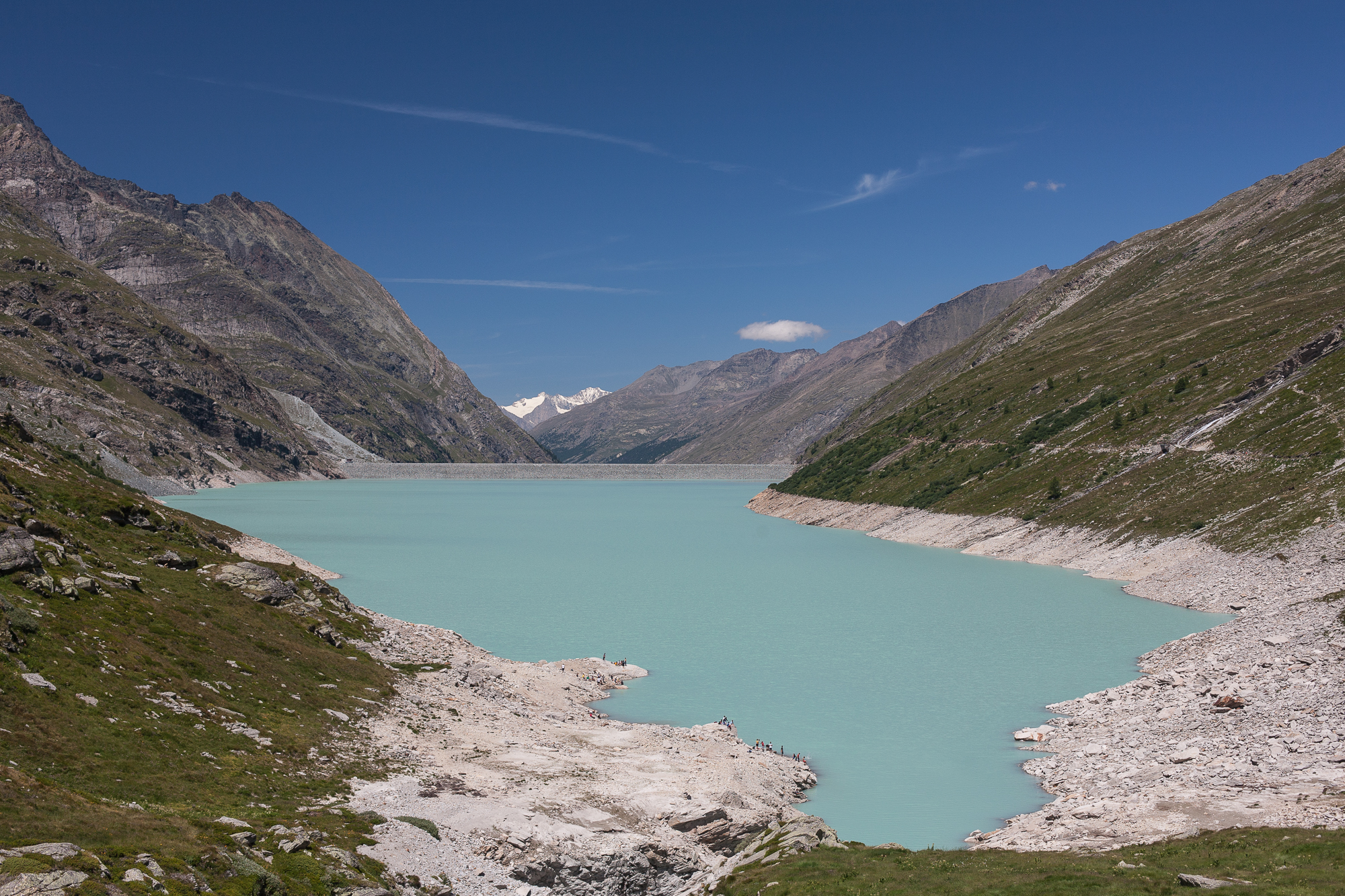
Вид с юга